# Први опијумски рат
Први опијумски рат или Први англо-кинески рат, био је низ војних сукоба између Британске империје и кинеске династије Ћинг између 1839. и 1842. године. Непосредно питање било је кинеско спровођење своје забране трговине опијумом одузимањем приватних залиха опијума од трговаца у Кантону и претњом изрицањем смртне казне за будуће преступнике. Упркос забрани опијума, британска влада је подржала захтев трговаца за надокнадом за заплењену робу и инсистирала на принципима слободне трговине и равноправног дипломатског признања са Кином. Опијум је био једина најпрофитабилнија робна трговина Британије у 19. веку. После вишемесечних тензија између две државе, британска морнарица је у јуну 1840. покренула експедицију, која је на крају победила Кинезе користећи технолошки супериорније бродове и оружје до августа 1842. године. Британци су тада наметнули уговор из Нанкинга, који је приморао Кину да повећа спољну трговину, да компензацију и уступи Хонг Конг Британцима. Сходно томе, трговина опијумом се наставила у Кини. Националисти из 20. века сматрали су 1839. почетком века понижења, а многи историчари је сматрају почетком модерне кинеске историје. Конфликт је започео дугу историју кинеске сумњичавости према Западу, што се још увек осећа у источној Азији.
У 18. веку, потражња за кинеским луксузним производима (нарочито свилом, порцеланом и чајем) створила је трговинску неравнотежу између Кине и Британије. Европско сребро је текло у Кину преко кантонског система, који је ограничавао улазну спољну трговину на јужни лучки град Кантон. Да би се супротставила овој неравнотежи, Британска источноиндијска компанија почела је да узгаја опијум у Бенгалу и дозволила је приватним британским трговцима да продају опијум кинеским кријумчарима за илегалну продају у Кини. Прилив наркотика преокренуо је кинески трговински суфицит, исцрпио економију сребра и повећао број зависника од опијума у земљи, резултати који су озбиљно забринули кинеске званичнике.
Године 1839, цар Даогуанг, одбијајући предлоге за легализацију и опорезивање опијума, именовао је намесника Лин Зешуа да оде у Кантон како би потпуно зауставио трговину опијумом. Лин је написала отворено писмо краљици Викторији позивајући се на њену моралну одговорност да заустави трговину опијумом, мада га она никада није прочитала. Лин је тада прибегао употреби силе у западњачкој трговачкој енклави. У Кантон је стигао крајем јануара и организовао обалску одбрану. У марту су британски дилери опијума били приморани да предају опијум у вредности од 2,37 милиона фунти. Лин је 3. јуна наредио да се опијум уништи јавно на плажи Хумен како би показао одлучност владе да забрани пушење. Све остале залихе су заплењене и наређена је блокада страних бродова на Бисерној реци.
Тензије су ескалирале у јулу након што су британски морнари убили једног кинеског сељана, а британска влада је одбила да преда оптужене кинеским властима. Касније су избиле борбе, а британска морнарица је уништила кинеску поморску блокаду и покренула офанзиву. У сукобу који је уследио, Краљевска морнарица је искористила своју супериорну поморску и артиљеријску моћ да нанесе низ одлучујућих пораза кинеском царству.  Године 1842, династија Ћинг је била принуђена да потпише уговор из Нанкинга — први од онога што су Кинези касније назвали Неправедним споразумима — који је дао обештећење и екстериторијалност британским поданицима у Кини, отворио пет уговорних лука за британске трговце и уступио острво Хонг Конг Британској империји. Неуспех уговора да задовољи британске циљеве побољшања трговине и дипломатских односа довео је до Другог опијумског рата (1856–1860). Настали друштвени немири били су позадина Тајпиншког устанка, која је додатно ослабио власт династије Ћинг.

## Позадина

### Успостављање трговинских односа
Директна поморска трговина између Европе и Кине почела је 1557. године када су Португалци закупили испоставу од династије Минг у Макау. Друге европске нације су убрзо следиле португалско вођство, убацујући се у постојећу азијску поморску трговинску мрежу како би се такмичиле са арапским, кинеским, индијским и јапанским трговцима у трговини унутар региона. Након шпанског освајања Филипина, размена добара између Кине и Европе драматично се убрзала. Од 1565, галеони из Маниле уносе сребро у азијску трговачку мрежу из рудника у Јужној Америци. Кина је била примарна дестинација за племенити метал, пошто је царска влада наложила да се кинеска роба може извозити само у замену за сребрне полуге.
У 19. веку Европљанима је трговина са Кином била врло уносна. Уносна је била и за кинеске трговце. У Кини су постојала трговачка ограничења, па је међународна трговина била допуштена једино преко Кантона. Због тога није било економично трговати робом мале вредности. Трговина се заснивала на луксузној роби, као што је чај (Кина је извозила за Британију) и сребро, које је Кина увозила. Поред тога значајни су били и неки специјални метали, који су се користили у Кини. Британија је своју валуту заснивала на златном стандарду од 18. века, па је сребро куповала у континенталној Европи, да би снабдевала Кину. То је било прилично скупо за Британију пре демонетаризације сребра у Немачкој 1870. Британци су тражили која би била друга уносна роба за трговину и открили су опијум, који се производио у Британској Индији. Од 1821. до 1837. пет пута се повећао извоз дрога у Кину. Британија је извозила велике количине опијума од 1781. Дрога се производила у Бенгалу и Малви у Индији и продавала се под условом да се продаје британским трговцима за Кину. Целу продају и производњу опијума водила је Британска источноиндијска компанија.
Кинеска влада је уочила да сребро одлази из земље и да је 2 милиона Кинеза постало зависно од дрога. Британци су продавали 1.400 тона опијума Кинезима. Кинези су одлучили да зауставе трговину опијумом. У почетку је изгледало да Кинези имају успеха. Један високо рангирани кинески службеник Лин Зексу је написао писмо британској краљици Викторији упозоравајући на проблем. Лин Зексу је у мају 1839. наредио да се униште све залихе опијума. Међутим британски морнари су се побунили у јулу 1839, уништили су један храм и убили су једнога Кинеза, који их је покушао зауставити. Кинези су тражили морнаре да им суде, а британска влада се позивала на екстратериторијалност, што значи да им само британски судови могу судити. Судио им је британски суд у Кантону и пустио их је.
Кинеска влада је тражила да британски трговци потпишу уговору да неће трговати опијумом и да ако то учине да могу бити осуђени на смрт и да им могу судити кинески судови. Главни британски надгледник трговине са Кином Чарлс Елиот је после тога наредио Британцима да се повуку из Кине и забранио је трговину са Кинезима. Поједини трговци, који нису трговали опијумом били су спремни да потпишу уговор, који су Кинези тражили и на тај начин слабили су Британску трговачку позицију.

## Рат
Припремајући се за рат Британци су 23. августа 1839. заузели Хонгконг. Хонгконг је тада био мање место. Крајем октобра у Кину је стигао брод Томас Котс, који је био власништво квекера, а они нису трговали опијумом. Њихов капетан Смит је веровао да је Чарлс Елиот прекорачио овлаштења забрањујући Британцима трговину са Кином. Да би спречио остале британске бродове да се оглушавају о наређење о престанку трговине са Кином Елиот је наредио блокаду Бисерне реке. Борбе су почеле 3. новембра 1839. када је други један британски брод Ројал Саксон покушао да отплови до Кинеза. Британци су испалили упозоравајући плотун на Ројал Саксон, Кинеска флота се умешала у покушају да заштити британски трговачки брод. Кинески поморски извештај за први дан био је да су остварили велику победу тога дана. Елиот је наредио свим бродовима да се повуку према близини Макауа, међутим трговачким бродовима је више одговарала лука Хонгконга. Ипак следећих дана британска морнарица се показала много бољом и потопили су много кинеских бродова. Елиот је током 1840. молио португалског гувернера Макауа да пусти да истоварују своје бродове у Макауу, а да ће им Британци заузврат добро платити. Гувернер Макауа је одбио јер се плашио да ће Кина да прекине опскрбу Макауа храном и осталим потрепштинама. Кинески цар је 14. јануара 1840. тражио да сви странци у Кини престају да помажу Британце.
Британска влада и Британска источноиндијска компанија су одлучиле да нападну Кантон, а војни трошкови падају на трошак владе. У јуну 1840. стигла је у Квантунг из Сингапура експедициона сила од 15 већих бродова, 4 парне топовњаче и 25 мањих бродова са 4.000 маринаца. Џејмс Бремер је предводио маринце. Бремер је захтевао да кинеска влада надокнади трошкове, које су Британци имали због прекида трговине. Кинези су то одбили, па су Британци напали. Ушће Бисерне реке Кинези су јако добро бранили, па је британска флота кренула северно до Сјамена.
Британци су током 1841. заузели тврђаве, које су браниле ушће Бисерне реке, између Хонгконга и Кантона. До јануара 1842. Британци су контролисали узвишења око Кантона и победили су Кинезе код Нигбоа и код Чингхаја. До средине 1842. Британци су победили Кинезе на ушћу друге велике реке Јангце и заузели су Шангај. Кинеска влада се показала неспособном да се носи са западним силама, било политички, било војно. Рат је завршио у августу 1842. када је Кина потписала први Неправедни споразум, Споразум из Нанкинга.

## Споразум
По споразуму из Нанкинга
- Британци су добили екстратериторијални статус.
- Хонгконг је припао Великој Британији
- Трговачке луке Кантон, Сјамен, Фуџоу, Шангај и Нингбо су отворене за све трговце
- кинеска влада је плаћала репарације за уништени опијум и ратне трошкове

## Последице
Лакоћа са којом је Британска источноиндијска компанија победила Кину утицала је на углед Кине и кинеске династије. То је потпуно сигурно довело до Тајпиншког устанка (1850—1864). Успех у рату омогућио је Британцима да наставе трговати опијумом са Кином. Британска влада се још увек није извинила Кини.